# Hofkapel bij het Kasteel van Breda

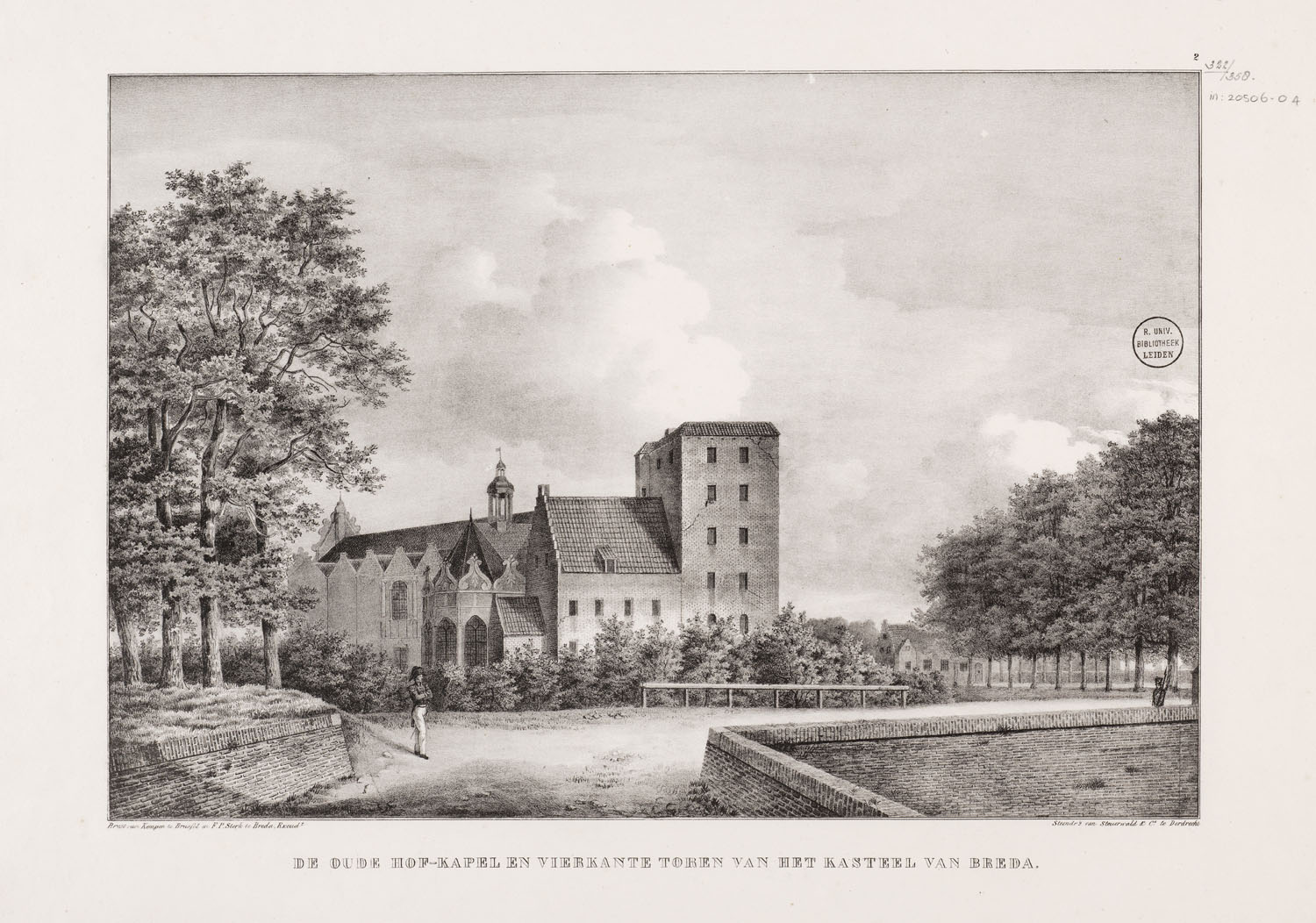
De Oude Hof-Kapel en de Vierkante Toren van het Kasteel van Breda

De voormalige hofkapel bij het Kasteel van Breda stond vroeger tegen de westvleugel van het Kasteel van Breda. De kapel werd in 1540 in opdracht van René van Chalon gebouwd. In deze kapel zijn later enkele kinderen van Willem van Oranje gedoopt. De kapel is in 1826 afgebroken; de fundamenten zijn nog zichtbaar in het plaveisel van de René van Chalonweg.
(Om begroeiing te voorkomen is er voor asfaltering gekozen; het gebruik van diverse kleuren asfalt laat de bouwkundige ontwikkeling van het Kasteel van Breda zien.)
De funderingen van de kapel zijn enkele jaren geleden door archeologen onderzocht.